# Волчек, Владимир Алексеевич
Влади́мир Алексе́евич Во́лчек (род. 31 декабря 1954 года, г. Салаир, Кемеровская область, РСФСР, СССР) — советский и российский историк и политический деятель. Доктор исторических наук, профессор. Почётный работник высшего профессионального образования. Ректор Кемеровского государственного университета с 2012 по 2016 годы, депутат Совета народных депутатов Кемеровской области I, II, III, IV созывов (1999—2016).

## Биография
Родился 31 декабря 1954 года в городе Салаире Кемеровской области. Трудовую деятельность начал в 1972 году грузчиком Верхне-Печёрского управления разведочного бурения, с ноября 1972 по ноябрь 1973 гг. работал фильтровщиком свинцово-цинковой обогатительной фабрики в г. Салаире, куда вновь вернулся после службы в рядах вооружённых сил (1973—1975).
В 1976 году поступил на исторический факультет Кемеровского государственного университета (КемГУ). В 1981 году получил диплом с отличием и остался в родном вузе. О преподавательской работе, её специфике и проблемах Владимир Алексеевич знает не понаслышке, поскольку прошёл все педагогические ступени: ассистент, старший преподаватель, доцент, профессор кафедры отечественной истории. С 1998 г. является заведующим кафедрой отечественной истории КемГУ, на факультете истории и международных отношений читает основной курс по истории России, ряд спецкурсов, руководит дипломными работами студентов и магистерскими диссертациями.
В. А. Волчек ведет большую научно-исследовательскую работу. Область его научных интересов — история Сибирского региона в целом, и Кузбасса в частности. В 1988 г. защитил кандидатскую диссертацию, в апреле 2007 г. — диссертацию на соискание ученой степени доктора исторических наук. С 2008 года имеет учёное звание профессора. Владимир Алексеевич является автором более 150 научных и учебно-методических работ. Под его научным руководством и консультированием защищено 18 кандидатских и две докторские диссертации. Волчек В. А. возглавляет исследовательскую работу кафедры по теме «Города Кузбасса» (за 2008—2013 гг. подготовлено 5 коллективных монографий).
С 1991 по 2007 год Владимир Алексеевич являлся проректором по учебно-воспитательной работе и заочному обучению, в 2007—2008 гг. — проректором по социальным вопросам КемГУ. Много внимания уделял воспитательной работе со студентами, развитию органов студенческого самоуправления, движения студенческих строительных отрядов, поскольку знает об этом «из первых рук»: три трудовых семестра В. А. Волчек был командиром отряда («Анты-80», «Юность-81», «Молодость-89»), возглавлял Топкинский зональный штаб ССО в 1982 и 1983 гг. За большую работу по пропаганде движения студенческих отрядов, активное участие в ССО награждён медалью СССР «За трудовое отличие» (1981).
Под руководством Владимира Алексеевича осуществлялась целенаправленная деятельность по совершенствованию учебной работы на отделении заочного обучения, по внедрению государственных образовательных стандартов.
С января по июнь 2012 г. — заместитель Губернатора Кемеровской области по вопросам образования, культуры и спорта. В июне 2012 г. избран ректором Кемеровского государственного университета. За кандидатуру Владимира Алексеевича Волчека проголосовало более 74 % делегатов конференции коллектива работников и обучающихся КемГУ.
С 2013 по 2018 год был депутатом Кемеровского облсовета
В. А. Волчек постоянно в центре общественной жизни: работал секретарём комитета ВЛКСМ, секретарём парткома университета, с 1999 года — депутат Совета народных депутатов Кемеровской области (СНД КО), в 2008—2012 гг. — председатель комитета по вопросам государственного устройства, местного самоуправления и правоохранительной деятельности СНД КО третьего созыва.
Владимир Алексеевич активно участвовал в формировании областного законодательства: был среди разработчиков первой редакции Закона Кемеровской области «Об образовании», членом рабочей группы по символике Кемеровской области (герб, гимн, флаг). Как председатель комитета СНД КО много внимания уделял вопросам государственной службы, местного самоуправления, проблемам мировых судей. При его непосредственном участии разработаны Законы Кемеровской области «О внесении изменений в некоторые законодательные акты Кемеровской области о выборах и референдумах», «О гарантиях равенства политических партий, представленных в Совете народных депутатов Кемеровской области, при освещении их деятельности региональными государственными телеканалом и радиоканалом», «О создании судебных участков и должностей мировых судей в Кемеровской области»; принят новый Закон Кемеровской области «Об обеспечении безопасности при проведении массовых мероприятий» и т. д.
Совет народных депутатов по предложению возглавляемого В. А. Волчеком комитета неоднократно поддерживал законодательные инициативы, отвечавшие общим интересам субъектов РФ и направленные на решение вопросов совершенствования федерального законодательства в сфере государственного устройства, местного самоуправления и правоохранительной деятельности.
В. А. Волчек принимал участие в работе общественного совета по молодёжной политике в Кемеровской области, Координационного совета при Управлении Министерства юстиции РФ по Кемеровской области, экспертного совета при Уполномоченном по правам человека в Кемеровской области, областной антитеррористической комиссии, областной антинаркотической комиссии, конкурсной комиссии Контрольно-счётной палаты Кемеровской области, комиссии по вопросам помилования. Был членом постоянной рабочей группы по противодействию коррупции Совета при полномочном представителе Президента РФ в Сибирском федеральном округе, членом Координационного совета по местному самоуправлению Межрегиональной ассоциации «Сибирское соглашение».
Выдвигался кандидатом от партии Справедливая Россия на пост губернатора Кемеровской области на выборах 2015 года.

## Академическая деятельность
- В 1981 г. окончил исторический факультет Кемеровского государственного университета.
- С 1982 по 1987 г. работал секретарем комитета ВЛКСМ КемГУ.С 1987 г. преподает на кафедре истории СССР КемГУ.
- В 1988 г. в КемГУ защитил кандидатскую диссертацию по теме «Развитие движения студенческих отрядов Кузбасса в 60-е — 1 половине 1980-х гг.».
- С 1993 г. является доцентом кафедры отечественной истории исторического факультета.
- В 1998 г. избран заведующим кафедрой, каковым и является по настоящее время[2].
- 27 апреля 2007 г. в ТГУ защитил докторскую диссертацию по теме «Осуществление имперской политики на восточных окраинах России в деятельности второго сибирского комитета».

Избран в Совет народных депутатов Кемеровской области по списку партии «Справедливая Россия».
- В 2011 перешёл на работу заместителем губернатора[3].
- 20 июля 2012 избран ректором КемГУ.
- Переизбран в областной совет народных депутатов Кемеровской области по одномандатному округу (Кемерово).

## Награды
- Медаль СССР «За трудовое отличие», 1981 г.
- Звание «Почётный работник высшего профессионального образования», 1999 г.
- Медаль Кемеровской области «За особый вклад в развитие Кузбасса» 3-й степени, 2000 г.
- Медаль Кемеровской области «60 лет Кемеровской области», 2003 г.
- Медаль Кемеровской области «За служение Кузбассу», 2004 г.
- Медаль Кемеровской области «За веру и добро», 2004 г.